# 薩金茨珀奇斯 (新罕布什爾州)
薩金茨珀奇斯（英語：Sargent's Purchase）是位於美國新罕布什爾州庫斯縣的一個行政鎮區。

## 地方資料
薩金茨珀奇斯的面積為67.02平方千米，當中陸地面積為67.00平方千米，而水域面積為0.02平方千米。根據2020年美國人口普查的數據，當地共有人口0人，而人口密度為每平方千米0人。